# Les Peintures
Peintures – miejscowość i gmina we Francji, w regionie Nowa Akwitania, w departamencie Żyronda.
Według danych na rok 1990 gminę zamieszkiwało 1118 osób, a gęstość zaludnienia wynosiła 85 osób/km² (wśród 2290 gmin Akwitanii Peintures plasuje się na 386. miejscu pod względem liczby ludności, natomiast pod względem powierzchni na miejscu 869.).